# Olympiahäuschen

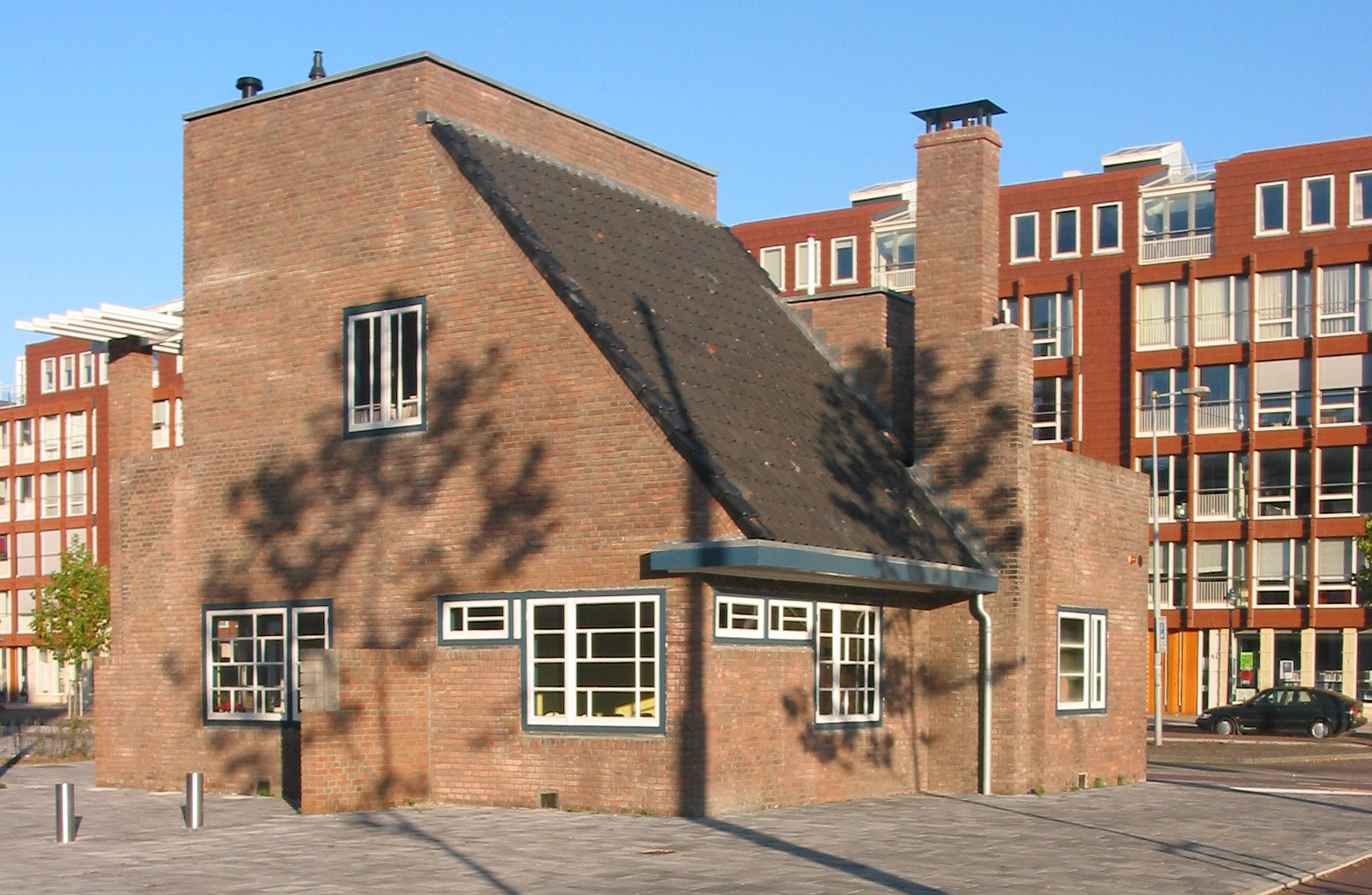
Das nördliche Olympiahäuschen, 2007

Das Olympiahäuschen (niederländisch Olympiahuisje) am Stadionplein 18 ist die ehemalige Pförtnerwohnung des Olympiastadions in Amsterdam. Während der Olympischen Sommerspiele 1928 wurde es als Poststelle genutzt. Es steht als Rijksmonument unter Denkmalschutz.
Das Olympiahäuschen wurde, wie das Stadion, von dem Architekten Jan Wils im Stil der Amsterdamer Schule entworfen. Obwohl das Haus unter Denkmalschutz steht, war es in den Jahren 2000/2001 wiederholt vom Abriss bedroht. Im Zusammenhang mit dem Neubau von Wohnungen in unmittelbarer Nähe zum Stadion wurde das Pförtnerhäuschen 2003 um einige Meter versetzt. Derzeit gibt es Pläne, in dem Gebäude ein Museum unterzubringen.
Am südlichen Ende des Olympischen Geländes, an der Stadiongracht, steht eine weitere ehemalige Pförtnerwohnung als Pendant zum bekannten Olympiahäuschen.
Koordinaten: 52° 20′ 41″ N, 4° 51′ 22″ O